# Impatiens mallae
Impatiens mallae är en balsaminväxtart som beskrevs av S. Akiyama, H. Ohba och M. Suzuki. Impatiens mallae ingår i släktet balsaminer, och familjen balsaminväxter. Inga underarter finns listade i Catalogue of Life.